# دانييل ريان
دانييل ريان (بالإنجليزية: Daniel Ryan)‏ هو كاتب وممثل بريطاني، ولد في 1968 في المملكة المتحدة.

## وصلات خارجية
- دانييل ريان على موقع IMDb (الإنجليزية)
- دانييل ريان على موقع قاعدة بيانات الفيلم (الإنجليزية)
- دانييل ريان على موقع كينوبويسك (الروسية)